# Kingdom of Heaven
Kingdom of Heaven är en brittisk/spansk/amerikansk film från 2005, regisserad av Ridley Scott.

## Handling
Balian (Orlando Bloom) är en ung smed i Frankrike på 1100-talet som nyss har förlorat sin fru och sitt nyfödda barn. En dag får han besök av Godfrey, Baronen av Ibelin (Liam Neeson) med sitt sällskap som också visar sig vara Balians okände far. Godfrey ber Balian att följa med honom till det förlorade landet men Balian tackar nej. Efter en liten dispyt i byn där han råkar döda en präst blir han tvungen att fly. Han väljer då att följa med sin far till Jerusalem. Biskopen i byn skickar soldater för att fånga in Balian och en kort strid utkämpas. Angriparna förlorar men Godfery blir dödligt sårad och dör några dagar senare. Balian blir då den nye baronen och några veckor senare är han på sitt gods i Jerusalem. Han formar snabbt en romans med Jerusalems konungs syster Sibylla (Eva Green) som råkar vara gift med den muslimhatande och elake Guy de Lusignan (Marton Csokas). Balian får honom snabbt till fiende men han blir samtidigt vän med Jerusalems spetälske kung, Baldwin (Edward Norton).

## Om filmen
- Filmen hade biopremiär i USA den 6 maj 2005.[1]
- Filmen hade Sverigepremiär den 4 maj 2005.[2]

## Skådespelare (i urval)
- Orlando Bloom - Balian
- Eva Green - Sibyllaoud
- Liam Neeson - Godfrey
- Jeremy Irons - Tiberias
- Edward Norton - Kung Baldwin
- Ghassan Mass - Saladin
- Michael Sheen - Präst
- Nathalie Cox - Balians maka
- Eriq Ebouaney - Firuz
- Jouko Ahola - Odo
- David Thewlis - Johanniternas stormästare (Roger de Moulins?)
- Philip Glenister - Väpnare
- Martin Hancock - Gravgrävare
- Alexander Siddig - Imad

### Fotnoter
1. ↑  ”Kingdom of Heaven” (på engelska). Box Office Mojo. 6 maj 2005. http://www.boxofficemojo.com/movies/?id=kingdomofheaven.htm. Läst 22 januari 2017.
2. ↑  ”Kingdom of Heaven”. Svensk filmdatabas. 4 maj 2005. http://www.sfi.se/sv/svensk-filmdatabas/Item/?itemid=60861&type=MOVIE&iv=Basic. Läst 22 januari 2017.